# Аджигьол
Аджигьол (на румънски: Agighiol) е село в окръг Тулча, Северна Добруджа, Румъния.

## История
До 1940 година Аджигьол е с преобладаващо българско население, което се изселва в България по силата на подписаната през септември същата година Крайовската спогодба.